# Abele di Reims
Abele di Reims (Scozia, ... – Lobbes, 5 agosto 764) è stato un monaco cristiano e arcivescovo cattolico scozzese naturalizzato belga.

## Biografia
Abele giunse sul continente dalla Scozia con san Bonifacio, san Villibrordo e altri insegnanti cristiani in Francia. Pare che sia inizialmente abbia operato nell'Abbazia di San Pietro a Lobbes nell'Hainaut e che nel corso del sinodo di Soissons (3 marzo 744), che depose il vescovo Milone di Treviri dall'arcidiocesi di Reims, sia stato nominato, anche per sollecitazione di san Bonifacio, in sua sostituzione. 
Papa Zaccaria tuttavia non era disposto, nonostante i suggerimenti dei maestri di palazzo Carlomanno e Pipino il Breve, a concedere ad Abele il pallio che invece diede ad Artberto di Sens. Quindi Abele non poté affermarsi a Reims. Egli rientrò quindi nell'abbazia di Lobbes (forse già nel 745), dedicandosi ivi alla missione nell'Hennegau, nelle Fiandre e nella zona di Liegi. Morì a Lobbes il 5 agosto 764.
Abele venne considerato santo e la sua memoria liturgica cade il 5 agosto.